# K̴
Cette page contient des caractères spéciaux ou non latins. S’ils s’affichent mal (▯, ?, etc.), consultez la page d’aide Unicode.
Le k tilde inscrit ou k tilde médian, k̴, est un symbole de l’alphabet phonétique international. Il est composé d’un k ‹ k › diacrité d’un tilde médian.

## Utilisation
Dans l’alphabet phonétique international, [k] représente une consonne occlusive vélaire sourde vélarisée ou pharyngalisée, respectivement aussi représentée par [kˠ] et [kˤ].
Manfred Woidich utilise un k tilde inscrit dans une description de l’arabe cairote de 2006, décrivant le phonème /q/ parfois réalisé comme [k] vélarisé c’est-à-dire [k̴], par exemple dans iḳtiṣād (« économie »), iḳtisadiyya (« économiquement ») ou gabal ilmuḳaṭṭam (« la colline de Muqaṭṭam »).
En 2017, Olivier Durand utilise un k tilde inscrit avec le tilde inscrit dans la médiane de la lettre.

## Représentations informatiques
Le k tilde médian peut être représentée avec les caractères Unicode (latin étendu – 1, diacritiques) suivants :
| formes    | représentations | chaînes de caractères | points de code | descriptions                                       | notes |
| --------- | --------------- | --------------------- | -------------- | -------------------------------------------------- | ----- |
| minuscule | k̴               | k◌̴                    | U+006B U+0334  | lettre minuscule latine k diacritique tilde médian |       |